# Nastassja Kinski
Nastassja Kinski, właściwie Nastassja Aglaia Nakszynski (ur. 24 stycznia 1961 w Berlinie) – niemiecka aktorka filmowa i telewizyjna.

## Życiorys

### Wczesne lata
Urodziła się w Berlinie jako córka niemieckiego aktora  Klausa Kinskiego (1926–1991) i jego drugiej żony Ruth Brigitte Tocki. Jej rodzice rozwiedli się w 1971 roku, gdy Nastassja miała dziesięć lat. Jej matka z trudem wspierała ją finansowo.
Jej ojciec z poprzedniego związku miał córkę Polę (ur. 23 marca 1952 w Berlinie) i z kolejnego związku syna Nanhoïa Nikolaia (ur. 30 lipca 1976 w Paryżu). Ledwie widywali się w okresie dorastania.
W 1999 roku zaprzeczyła, że ojciec ją molestował, ale przyznała, że wykorzystywał ją w inny sposób. W 2013 roku, zapytana o komentarz do oskarżeń wysuniętych przez jej siostrę Polę, wyznała, że ją też ojciec próbował molestować, ale mu się nie udało. Na łamach „Bild” Nastassja Kinski opisała atmosferę strachu panującą w domu – „Klaus Kinski nie był ojcem. 99 proc. czasu panicznie się go bałam. Był nieobliczalny, terroryzował całą rodzinę” – wyznawała w wywiadzie.

### Kariera
Jako nastolatka rozpoczęła pracę w Niemczech jako modelka. Dla kina odkryła ją Lisa Kreuzer, aktorka niemieckiej Nowej Fali i ówczesna żona Wima Wendersa, na dyskotece w Monachium. Zadebiutowała u Wendersa w roli niemej Mignon w filmie drogi Fałszywy ruch (The Wrong Move, 1975) z Hanną Schygullą, gdzie w wieku 12 lat wystąpiła topless.
W 1976 roku na przyjęciu Kinski poznała reżysera Romana Polańskiego, który namówił ją do studiów aktorskich w Lee Strasberg Theatre and Film Institute. Opanowała języki: angielski, niemiecki, francuski, włoski i rosyjski.
W jednym z odcinków niemieckiego serialu kryminalnego NDR Tatort – pt. Reifezeugnis (1977) w reżyserii Wolfganga Petersena wystąpiła jako Sina Wolf. Roman Polański zaangażował ją do głównej roli w ekranizacji powieści Thomasa Hardy’ego Tess (1979). Postać Tess Durbeyfield uważana jest za największe osiągnięcie w karierze aktorskiej Nastassji Kinski, co potwierdziła przyznana jej nagroda Złotego Globu dla najlepszej aktorki. Głośno było wówczas o romansie 15-letniej Nastassji z 43-letnim Polańskim. Jednak w 1999 roku na łamach The Guardian zacytowano słowa aktorki, mówiącej, że do niczego między nimi nie doszło. – Flirtowaliśmy. Mógł mnie uwieść, ale tego nie zrobił. Miał do mnie szacunek – wspominała. Później zagrała postać Leili w melodramacie Francisa Forda Coppoli Ten od serca (One from the Heart, 1982).
Uznanie zyskała także dzięki kreacji Marii w dramacie Kochankowie Marii (Maria's Lovers, 1984) Andrieja Konczałowskiego. Wcieliła się w rolę Jane Henderson w dramacie Wendersa Paryż, Teksas (Paris, Texas, 1984) u boku Harry’ego Deana Stantona i Deana Stockwella, a także pojawiła się w jego sequelu Niebo nad Berlinem – dramacie Tak daleko, tak blisko (In weiter Ferne, so nah!, 1993) z Otto Sanderem, Bruno Ganzem, Horstem Buchholzem, Willemem Dafoe i Peterem Falkiem.
Zasiadała w jury konkursu głównego na 41. MFF w Cannes (1988).

### Życie prywatne
Przypisywano jej romanse z Milošem Formanem i Marcello Mastroiannim. W połowie lat 80. związała się z egipskim filmowcem Ibrahimem Moussą. Pobrali się 10 września 1984. Mają dwoje dzieci: syna Aljoshę (ur. 16 lipca 1984) i córkę Sonję (ur. 2 marca 1986), która została modelką i aktorką. Małżeństwo zakończyło się rozwodem 18 lipca 1992. W latach 1991–1997 żyła w związku z Quincym Jonesem, z którym ma córkę Kenyę Julię Miambi Sarah Jones (ur. 9 lutego 1993).

## Filmografia
| Rok  | Film                                                             | Rola                        | Reżyser                  |
| ---- | ---------------------------------------------------------------- | --------------------------- | ------------------------ |
| 1975 | Fałszywy ruch (Falsche Bewegung)                                 | Mignon                      | Wim Wenders              |
| 1976 | Córka dla diabła (To the Devil a Daughter)                       | Catherine Beddows           | Peter Sykes              |
| 1977 | Tatort (serial TV) – odc. Reifezeugnis                           | Sina Wolf                   | Wolfgang Petersen        |
| 1977 | Notsignale (serial TV) – odc. Im Nest                            |                             | Michael Lähn             |
| 1978 | Bądź, jaka jesteś (Cosi come sei)                                | Francesca                   | Alberto Lattuada         |
| 1978 | Leidenschaftliche Blümchen                                       | Deborah Collins             | André Farwagi            |
| 1979 | Tess                                                             | Tess Durbeyfield            | Roman Polański           |
| 1982 | Ludzie-koty (Cat People)                                         | Irena Gallier               | Paul Schrader            |
| 1982 | Ten od serca (One from the Heart)                                | Leila                       | Francis Ford Coppola     |
| 1983 | Symfonia wiosenna (Frühlingssinfonie)                            | Clara Wieck                 | Peter Schamoni           |
| 1983 | Odsłona (Exposed)                                                | Elizabeth Carlson           | James Toback             |
| 1983 | Księżyc w rynsztoku (La Lune dans le caniveau)                   | Loretta                     | Jean-Jacques Beineix     |
| 1984 | Hotel New Hampshire (The Hotel New Hampshire)                    | Niedźwiedzica Susie         | Tony Richardson          |
| 1984 | Paryż, Teksas (Paris, Texas)                                     | Jane                        | Wim Wenders              |
| 1984 | Kochankowie Marii (Maria's Lovers)                               | Maria Bosic                 | Andriej Konczałowski     |
| 1984 | Twoja niewierna (Unfaithfully Yours)                             | Daniella Eastman            | Howard Zieff             |
| 1985 | Harem                                                            | Diane                       | Arthur Joffé             |
| 1985 | Rewolucja (Revolution)                                           | Daisy McConnahay            | Hugh Hudson              |
| 1987 | Chora z miłości (Maladie d’amour)                                | Juliette                    | Jacques Deray            |
| 1988 | Magdalena (Magdalene)                                            | Magdalena                   | Monica Teuber            |
| 1989 | Wiosenne wody (Torrents of Spring)                               | Maria Nikołajewna Połozowa  | Jerzy Skolimowski        |
| 1989 | W pewną noc, w świetle księżyca (In una notte di chiaro di luna) | Joëlle                      | Lina Wertmüller          |
| 1990 | Sekret (Il Segreto)                                              | Lucia                       | Francesco Maselli        |
| 1990 | Słońce także nocą (Il sole anche di notte)                       | Cristina Del Carpio         | Paolo i Vittorio Taviani |
| 1991 | L'Albà                                                           | Karin                       | Francesco Maselli        |
| 1991 | Skrzywdzeni i poniżeni (Unizhennye i oskorblyonnye)              | Natasha                     | Andrey Eshpay            |
| 1992 | In camera mia                                                    | Nastienka                   | Luciano Martino          |
| 1993 | Blondyneczka (La bionda)                                         | Christine                   | Sergio Rubini            |
| 1993 | Tak daleko, tak blisko (In weiter Ferne, so nah!)                | Raphaela                    | Wim Wenders              |
| 1994 | Na granicy ryzyka (Terminal Velocity)                            | Chris Morrow/Krista Moldova | Deran Sarafian           |
| 1994 | Szalony Jack (Crackerjack)                                       | Katia 'K.C.' Koslovska      | Michael Mazo             |
| 1996 | Pierścionek (The Ring, TV)                                       | Ariana von Gotthard         | Armand Mastroianni       |
| 1997 | Romans na jedną noc (One Night Stand)                            | Karen                       | Mike Figgis              |
| 1997 | Kobiety mafii (Bella Mafia, TV)                                  | Sophia Luciano              | Lynda La Plante          |
| 1997 | Mały smutny chłopiec (Little Boy Blue)                           | Kate West (żona)            | Antonio Tibaldi          |
| 1997 | Dzień ojca (Fathers' Day)                                        | Collette Andrews            | Ivan Reitman             |
| 1998 | Wybawca (Savior)                                                 | Maria Rose                  | Predrag Antonijević      |
| 1998 | Gra w serca (Playing by Heart)                                   | Melanie                     | Willard Carroll          |
| 1998 | Plan Zuzanny (Susan's Plan)                                      | Susan Holland               | John Landis              |
| 1998 | Kochankowie z sąsiedztwa (Your Friends & Neighbors)              | Cheri                       | Neil LaBute              |
| 1998 | Ciro norte (film krótkometrażowy)                                | Venus                       | Erich Breuer             |
| 1999 | Zaginiony syn (The Lost Son)                                     | Deborah Spitz               | Chris Menges             |
| 1999 | Intruz (The Intruder)                                            | Badge Muller                | David Bailey             |
| 2000 | Królowie życia (The Claim)                                       | Elena Dillon                | Michael Winterbottom     |
| 2000 | The Magic of Marciano                                            | Katie                       | Tony Barbieri            |
| 2000 | Gorzka melodia (Time Share, TV)                                  | dr Julia Weiland            | Sharon von Wietersheim   |
| 2000 | Kwarantanna (Quarantine)                                         | dr Galen Bronty             | Chuck Bowman             |
| 2001 | Romanssidło (Town & Country)                                     | Alex                        | Peter Chelsom            |
| 2001 | W pułapce strachu (Blind Terror, TV)                             | Susan                       | Giles Walker             |
| 2001 | Kamienne serce (Cold Heart)                                      | Linda Cross                 | Dennis Dimster           |
| 2001 | Amerykańska rapsodia (An American Rhapsody)                      | Margit Sandor               | Éva Gárdos               |
| 2001 | Dzień końca świata (The Day the World Ended)                     | dr Jennifer Stillman        | Terence Gross            |
| 2001 | Nie mów nic (Say Nothing)                                        | Grace                       | Allan Moyle              |
| 2001 | Pamiętnik seksoholika (Diary of a Sex Addict)                    | dr Jane Bordeaux            | Joseph Brutsman          |
| 2002 | .com for Murder                                                  | Sondra Brummel              | Nico Mastorakis          |
| 2003 | Niebezpieczne związki (Les Liaisons dangereuses, miniserial TV)  | Madame Marie de Tourvel     | Josée Dayan              |
| 2003 | Raj odnaleziony (Paradise Found)                                 | Mette Gauguin               | Mario Andreacchio        |
| 2004 | Jak dwie krople wody (À ton image)                               | Mathilde                    | Aruna Villiers           |
| 2004 | Muszkieterka (La Femme Musketeer, TV)                            | Lady Bolton                 | Steve Boyum              |
| 2006 | Inland Empire                                                    | Lady                        | David Lynch              |
| 2007 | More Things That Happened (wideo)                                | Lady                        | David Lynch              |
| 2012 | Il turno di notte lo fanno le stelle (film krótkometrażowy)      | Sonia                       | Edoardo Ponti            |
| 2013 | Sugar                                                            | Siostra Nadia               | Rotimi Rainwater         |